# Probopyrus pandalicola
Probopyrus pandalicola is een pissebed uit de familie Bopyridae. De wetenschappelijke naam van de soort is voor het eerst geldig gepubliceerd in 1879 door Packard.